# Ipomoea argyreia
Ipomoea argyreia är en vindeväxtart som först beskrevs av Jacques Denys Denis Choisy, och fick sitt nu gällande namn av Carl Daniel Friedrich Meisner. Ipomoea argyreia ingår i släktet praktvindor, och familjen vindeväxter. Inga underarter finns listade i Catalogue of Life.